# Новоматвієвка
Новоматві́євка (рос. Новоматвеевка) — селище у складі Рубцовського району Алтайського краю, Росія. Входить до складу Самарської сільської ради.

## Населення
Населення — 87 осіб (2010; 101 у 2002).
Національний склад (станом на 2002 рік):
- росіяни — 98 %